# Emmascarament temporal
L'emmascarament temporal es produeix quan dos estímuls sonors arriben a l'orella d'un individu propers en el temps. L'estímul emmascarant farà que l'altre, l'emmascarat, resti inaudible. En aquesta situació, el to més intens tendeix a emmascarar el to més dèbil.
Segons en l'instant de temps en què es produeix l'estímul emmascarant respecte a l'instant en què es produeix l'emmascarat, podem distingir entre postemmascarament i preemmascarament.

## Postemmascarament
Es produeix quan és el to de major amplitud el que apareix primer en el temps seguit del de menor amplitud, percebent tan sols el primer estímul. Aquest fenomen es produeix quan ambdós sons arriben a l'orella humana separats en el temps per un interval mínim d'entre 30 i 60 ms aproximadament. Això es deu al fet que, percebut el to fort, l'orella necessita un cert temps d'adaptació.

## Preemmascarament
Produint-se primer un estímul suau i posteriorment un to intens, aquest últim emmascararà igualment el de menor amplitud, sempre que estiguin separats en el temps per una diferència menor d'entre 5 i 10 ms. Atès que aquest fenomen es presenta encara abans que el to emmascarant aparegui, implica que sigui més problemàtic que el postemmascarament.
L'explicació d'aquesta "anticipació", rau en el fet que la informació que arriba al còrtex auditiu del cervell humà es processa per ràfegues. Tanmateix, és sabut que els sons intensos són processats de forma més ràpida pel cervell que els sons suaus, facilitant d'aquesta manera el fenomen psicoacústic del preemmascarament.

## Exemples i aclariments
Com a exemple gràfic hi ha la següent figura, on es pot observar que l'efectivitat de l'emmascarament disminueix de forma exponencial per ambdós casos d'emmascarament temporal. La seva durada, com ja s'ha esmentat, és d'entre 5 i 10 ms pel cas del pre-emmascarament i d'entre 30 i 60 ms pel del post-emmascarament.
D'altra banda, un exemple pràctic és el de la continuïtat de tons, una il·lusió auditiva per la qual, reproduint-se un to interrompudament, aquest és percebut per l'oient com a continu.
Val a dir també que no s'ha de confondre l'emmascarament temporal amb el reflex acústic de l'orella, una resposta involuntària i inherent de l'orella mitjana per autoprotegir-se dels sons forts o d'alt nivell de pressió sonora (SPL).